# Леополд Фигл
Леополд Фигл (Мичелахаузен, 2. октобар 1902 — Беч, 9. мај 1965) био је аустријски политичар и члан Аустријске народне партије. Вршио је дужност канцелара Аустрије од 20. децембар 1945. до 2. априла 1953. године, те био најмлађи човек на тој позицији после Другог светског рата.

## Биографија

### Студије и почетак каријере
Након дипломирања на универзитету природних ресурса и примењених животних наука у Бечу где је дипломирао за инжењера пољопривреде, постао је потпредседник доњоаустријске Баварске сељачке лиге (лига фармера) 1931. а председник 1933. Након ауторитарне револуције од стране Енгелберта Долфуса, који је унутар лиге фармера био његов ментор, Фигл је постао члан савезног већа економске политике и постао је вођа паравојне формације у доњој Аустрији.

### Други светски рат
После Аншлуса нацисти су послали Фигла у концентрациони логор Дахау 1938. из којег је пуштен у мају 1943. Онда је радио као нафтни инжењер, а помогао је и аустријском покрету отпора. Био је њихов представник у контактима са много снажнијим пољским покретом отпора. Поново је ухапшен у октобру 1944. и смештен је у концентрациони логор Маутхаузен-Гусен. У фебруару 1945. је био осуђен на смрт због високе издаје, али смртна казна није стигла да буде извршена пре краја рата, jer je црвена армија почетком априла ушла у Беч.
После пораза нациста савезници су окупирали Аустрију после Другог светског рата. Руски војни командант је замолио Фигла да управља обезбеђивањем хране за Беч и околину. 14. априла 1945. поново је основао Баварску сељачку лигу и интегрисао ју је у аустријску народну партију, која је основана три дана раније. 27. априла је постао гувернер Доње Аустрије.

### Канцелар Аустрије
На првим слободним изборима у Аустрији после 1934. одржаним у децембру 1945. аустријска народна партија је освојила апсолутну већину. Фигл је продложен за канцелара, Совјети су се сложили, због његовог противљења нацизму и управих способности. Ватикан је такође био задовољан његовим избором. Од 1945 до 1966. постојала је велика коалиција између његове сопствене странке и социјалдемократске партије је успела да реши озбиљне економске и социјалне проблеме разорене земље. Маршалов план је ту такође помогао.
Након критка из домаће јавности Фигл је поднео оставку 1953. године. Његов наследник Јулиус Раб је бико мање флексибилан према социјалдемократама, а био је и канцелар када је 15. маја 1955. потписан аустријски државни уговор, који је Аустрији гарантовао независност. Међутим, Фигл је снажно био укључен у старање овог уговора, јер је остао у влади као министар спољних послова.

### Задње године живота
На државним изборима 1959. социјалдемократска партија се по гласовима почела приближавати аустријској народној партији и однос места у парламенту је био скоро 1:1 (79:78). То је социјалдемократама дало довољно моћи да захтевају оставку Фигла и на његово место доведу члана своје партије Бруна Крајског. После тога, у периоду од 1959—1962., Фигл је постао председник државног већа Аустрије, али се ускоро вратио у Доњу Аустрију да буде гувернер своје родне покрајине. Кратко пошто је постао гувернер откривено је да има рак бубрега и постало је очигледно да је рак неизлечив. Његова странка му је понудила да буде кандидат за канцелара на изборима 1966, али је он одбио. Два и по месеца касније он је умро. Сахрана му се одржала 15. маја 1965, тачно десет година после потписивања аустријског државног уговора. Сахрањен је са почастима на централном гробљу у Бечу.